# Liste der Naturdenkmale in Zemmer
Die Liste der Naturdenkmale in Zemmer nennt die im Gemeindegebiet von Zemmer ausgewiesenen Naturdenkmale (Stand 3. Juni 2024).

## Naturdenkmale
| Nr.         | Bezeichnung | Lage                              | Beschreibung | Bild                                    |
| ----------- | ----------- | --------------------------------- | --- | --------------------------------------- |
| ND-7235-402 | Zwei Eichen | Rodt, Schulstraße, bei Nr. 2 Lage | Quercus sp., zwei Bäume, um 1550 gekeimt, 13 bzw. 16 m hoch, bei 4,45 bzw. 4,7 m Brusthöhenumfang und je 26 m Kronendurchmesser | Direkt Bild zu diesem Denkmal hochladen |